# Равенсбрюк
Равенсбрю́к (нем. KZ Ravensbrück май 1939 — конец апреля 1945 года) — крупнейший женский концлагерь в нацистской Германии. Располагался в 90 км к северу от Берлина, вблизи одноимённой деревни. Количество зарегистрированных заключённых за время существования лагеря составило более 130 тысяч человек.

## Создание лагеря

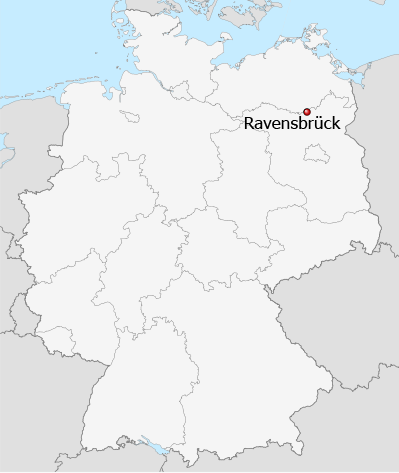
Местоположение концлагеря Равенсбрюк на территории Германии

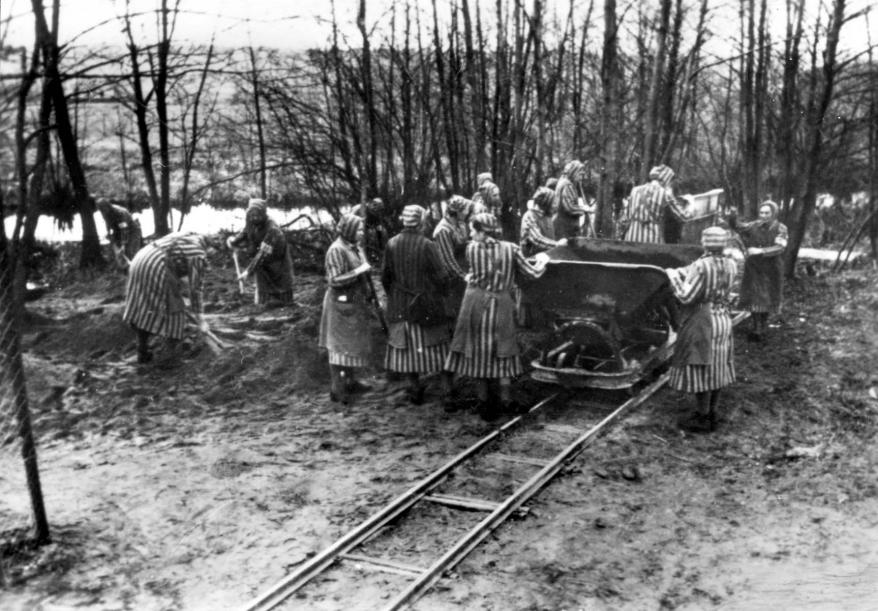
Женщины-заключённые на строительстве лагеря Равенсбрюк

Строительство лагеря началось в ноябре 1938 года под руководством рейхсфюрера СС Генриха Гиммлера. Первый участок лагеря сооружали заключённые из концлагеря Заксенхаузен. Лагерь открылся в мае 1939 года. Сюда из концлагеря Лихтенбург, находившегося в Саксонии, перевели 867 женщин, которые должны были работать над дальнейшим расширением концлагеря, а также для строительства поселения СС. Лагерь состоял из главного и вспомогательного лагерей. В главном лагере содержали только женщин, он был рассчитан на 6000 мест. В апреле 1941 года был организован небольшой мужской лагерь с 350 заключёнными, смежный с главным. Концлагерь был окружён рвом и бетонной стеной, опутанной колючей проволокой, по которой пропускался электрический ток. В 1945 году его площадь составила приблизительно 170 га.
В июне 1942 года в непосредственной близости от главного лагеря был построен концлагерь для молодёжи «Уккермарк» (официальное название — «лагерь охраны прав молодёжи Уккермарк»), в который прибыли около 400 девушек.
В июне 1940 года в Равенсбрюке было основано предприятие СС Gesellschaft für Textil- und Lederverwertung mbH («Общество для текстильного и кожевенного производства»). На территории концлагеря был построен «промышленный двор» с производственными цехами для традиционных женских работ. В июне 1942 года немецкий электротехнический концерн Siemens & Halske AG построил 20 промышленных бараков для принудительного труда заключённых. В марте 1943 года началось усиленное использование заключённых в военной промышленности. Для этого открываются внешние лагеря, например, Карлсхаген, Нойбранденбург и Фельтен. Всего у концлагеря Равенсбрюк было более 70 отделений, в которых использовался принудительный труд женщин. Подлагеря располагались на территории от Балтийского моря до Баварии. В мае 1944 года 2500 женщин перевели на оружейные заводы «Хейнкель» в Росток-Шварценфрост и «Сименс» в Зводау. Всего в течение 1944 года из концлагеря Равенсбрюк в различные места, имеющие военное производство, перевели 70 000 заключённых.

## Некоторые подлагеря Равенсбрюка

План концентрационного лагеря Равенсбрюк

Подлагеря Равенсбрюка располагались в следующих населённых пунктах:
- Ансбах
- Барт
- Бельциг
- Берлин (более десяти лагерей)
- Дабелов
- Гентин
- Дрезден-Универселле (нем. Dresden Universelle)
- Карлсхаген
- Кёнигсберг-Неймарк
- Клютцов[пол.]
- Лейпциг-Шёнефельд (Leipzig Schönefeld)
- Мальхов (концентрационный лагерь)
- Нойбранденбург
- Пенемюнде
- Пренцлау
- Рехлин
- Рецов
- Росток
- Росток-Мариене (Rostock-Marienehe)
- Фельдберг
- Фельтен
- Фюрстенберг
- Хеннигсдорф
- Хогенлихен[нем.]
- Шварценфорст (Schwarzenforst)
- Шёнефельд
- Штаргард
- Эберсвальде

## Заключённые

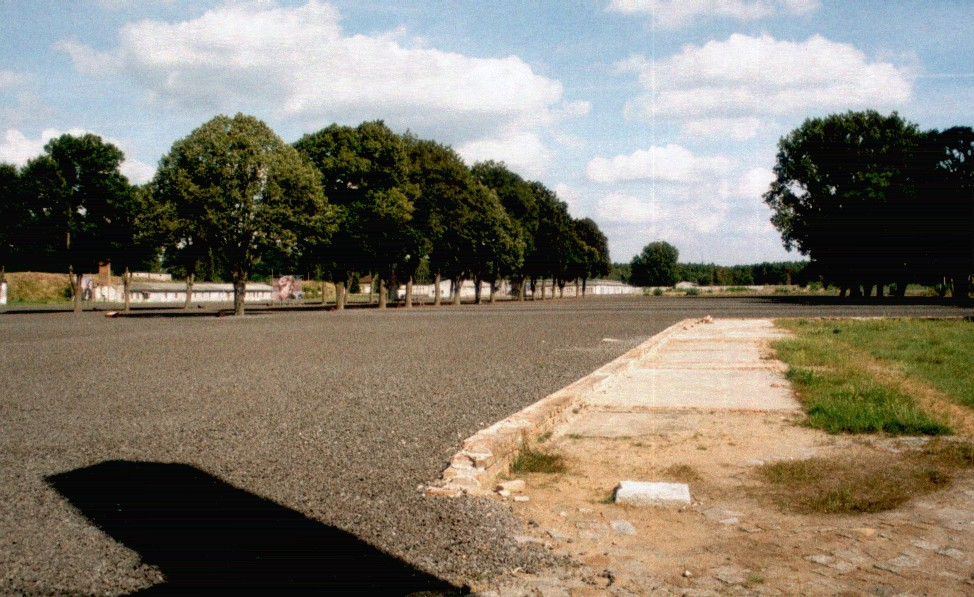
Территория бывшего женского лагеря

Первоначально в лагере содержали немок, «позорящих нацию»: «преступниц», женщин «асоциального поведения» и представительниц Свидетелей Иеговы. В июне 1939 года из Бургенланда (Австрия) в Равенсбрюк были депортированы 440 цыганок с детьми. С сентября по ноябрь того же года в лагерь прибыли около 60 полек из так называемой «имперской области». Весной 1940 года сюда доставили из Советского Союза немецких коммунисток и социалисток, по непроверенным данным, выданных советским правительством СС по пакту Молотова—Риббентропа (это стало известно благодаря выжившей узнице сталинско-гитлеровских лагерей, антифашистке Маргарите Бубер-Нейман). К декабрю 1940 года в 16 жилых бараках жили около 4200 женщин, в том числе из Австрии, Польши и Чехословакии.
В апреле 1941 года в Равенсбрюк прибыли 3500 новых заключённых, в том числе женщины из Нидерландов, Польши и Югославии. В марте 1942 года на строительство лагеря смерти Освенцим из лагеря Равенсбрюк были отправлены около 1000 женщин. 14 июня 1942 года из ликвидированной чешской деревни Лидице прибыли 182 женщины. В октябре 1942 года Главное управление имперской безопасности (РСХА) отдало приказ сделать лагерь «свободным от евреев». Более 600 заключённых, в том числе 522 еврейки, были депортированы в Освенцим. К декабрю 1942 года количество заключённых в лагере достигло численности 10 800 человек, в том числе женщин из Франции, Бельгии, Норвегии, Люксембурга и Румынии.
В феврале 1943 года в Равенсбрюк привезли 536 советских военнопленных: женщин-врачей, медицинских сестёр и связисток, участвовавших в боях за Крым. Первоначально их блок был отделён ото всех остальных колючей проволокой. В том же году из Парижа прибыл транспорт с 1000 француженок. К декабрю 1943 года в подчинении комендатуры СС лагеря в самом Равенсбрюке и во внешних лагерях находились 15 100 женщин-заключённых.
В феврале 1944 года из тюрем Компьена в лагерь Равенсбрюк были переведены около 1000 француженок; в том же месяце в лагерь прибыл транспорт с заключёнными из лагерей смерти Саласпилс и Майданек. Из-за переполненности бараков в сентябре на территории лагеря были установлены большие палатки, в которых зимой погибло много женщин и детей. После подавления Варшавского восстания в октябре 1944 года в Равенсбрюк были депортированы 12 000 польских женщин и детей. На 15 января 1945 года в концлагере Равенсбрюк насчитывалось 46 070 женщин и 7858 мужчин-заключённых, половина из которых находилась во внешних лагерях. Они охранялись 1000 эсэсовцами-мужчинами и 546 надзирательницами. В январе-феврале прибыли ещё 11 000 заключённых из закрытых концлагерей и внешних лагерей.

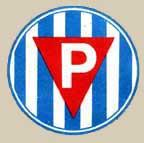
Польский винкель

Одна из узниц — Бланка Ротшильд, депортированная в лагерь в конце 1944 года, так описывает своё прибытие в Равенсбрюк:
В Равенсбрюке нас ждал сущий ад. У нас отобрали всю одежду. Заставили нас пройти медицинское обследование, и это было… даже слово «стыдно» тут не подходит, потому что в людях, которые его проводили, не было ничего человеческого. Они были хуже, чем животные. Многие из нас были совсем юными девушками, которых ещё никогда не осматривал гинеколог, а они искали, бог его знает, то ли бриллианты, то ли ещё что-то. Нас заставили пройти через это. Такого кресла, как там, я не видела никогда в жизни. Каждая минута там была унижением.

Дети-узники Равенсбрюка

Всего с 1939 по 1945 год в лагере Равенсбрюк было зарегистрировано в качестве заключённых 132 000 женщин и детей, 20 000 мужчин и 1000 девушек «лагеря охраны прав молодёжи Уккермарк». В Равенсбрюке содержались узники более 40 национальностей. Заключённым выдавалось полосатое платье и деревянные колодки-шлёпанцы. На левом рукаве был лагерный номер и винкель — знак в виде треугольника, нашивавшийся выше лагерного номера и окрашенный в зависимости от категории: в красный цвет — для политических заключённых и участников движения Сопротивления, жёлтый — для евреев, зелёный — для уголовных преступников, фиолетовый — для свидетелей Иеговы, чёрный — для цыган, проституток, лесбиянок и воров; в центре треугольника стояла буква, указывающая национальность. Русский винкель представлял собой красный треугольник с буквой «R». Советские военнопленные по прибытии в лагерь отказались пришивать его к своей форме. В результате они получили красные винкели с буквами «SU» — Советский Союз, позиционируя себя, таким образом, как особую категорию советских узниц.
Среди узников лагеря были дети, прибывшие с матерями или родившиеся уже на месте. Первая немногочисленная группа была составлена из цыганских детей, привезённых с матерями из Бургенланда (Австрия). В июле 1942 года несколько детей привезли из ликвидированной чешской деревни Лидице. Число детей значительно увеличилось между апрелем и октябрём 1944 года. Одна группа состояла из цыганских детей, привезённых в лагерь после закрытия лагеря для цыган в Освенциме. Другая — состояла главным образом из польских детей, отправленных в Равенсбрюк вместе с матерями после подавления Варшавского восстания 1944 года, и еврейских детей из закрытого Будапештского гетто. Согласно записям в период с сентября 1944 по апрель 1945 года в лагере родились 560 детей (у 23 женщин были преждевременные роды, 20 детей родились мёртвыми, было сделано 5 абортов). Большая часть этих детей умерла от истощения, зафиксированы даты смерти 266 детей. Число выживших неизвестно, по свидетельству одного из архивных документов, в концлагере Равенсбрюк выжили около ста детей. Всего в период с 1943 по 1945 год в концлагере находилось 863—881 ребёнка в возрасте от 2 до 16 лет представлявших восемнадцать наций.

### Помощь Красного Креста

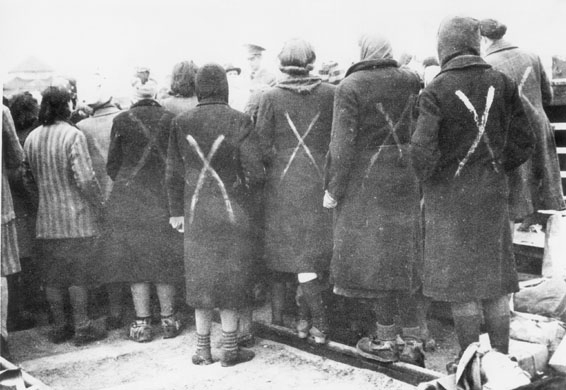
Узницы, эвакуированные шведским Красным Крестом

С 5 по 26 апреля 1945 года совместными усилиями Международного, шведского и датского «Красного Креста» была проведена акция «Белые автобусы» по эвакуации заключённых из Равенсбрюка в нейтральные страны. Акция освободила около 7500 женщин, которых вывезли в Швейцарию, Данию и Швецию.

## Лагерный распорядок

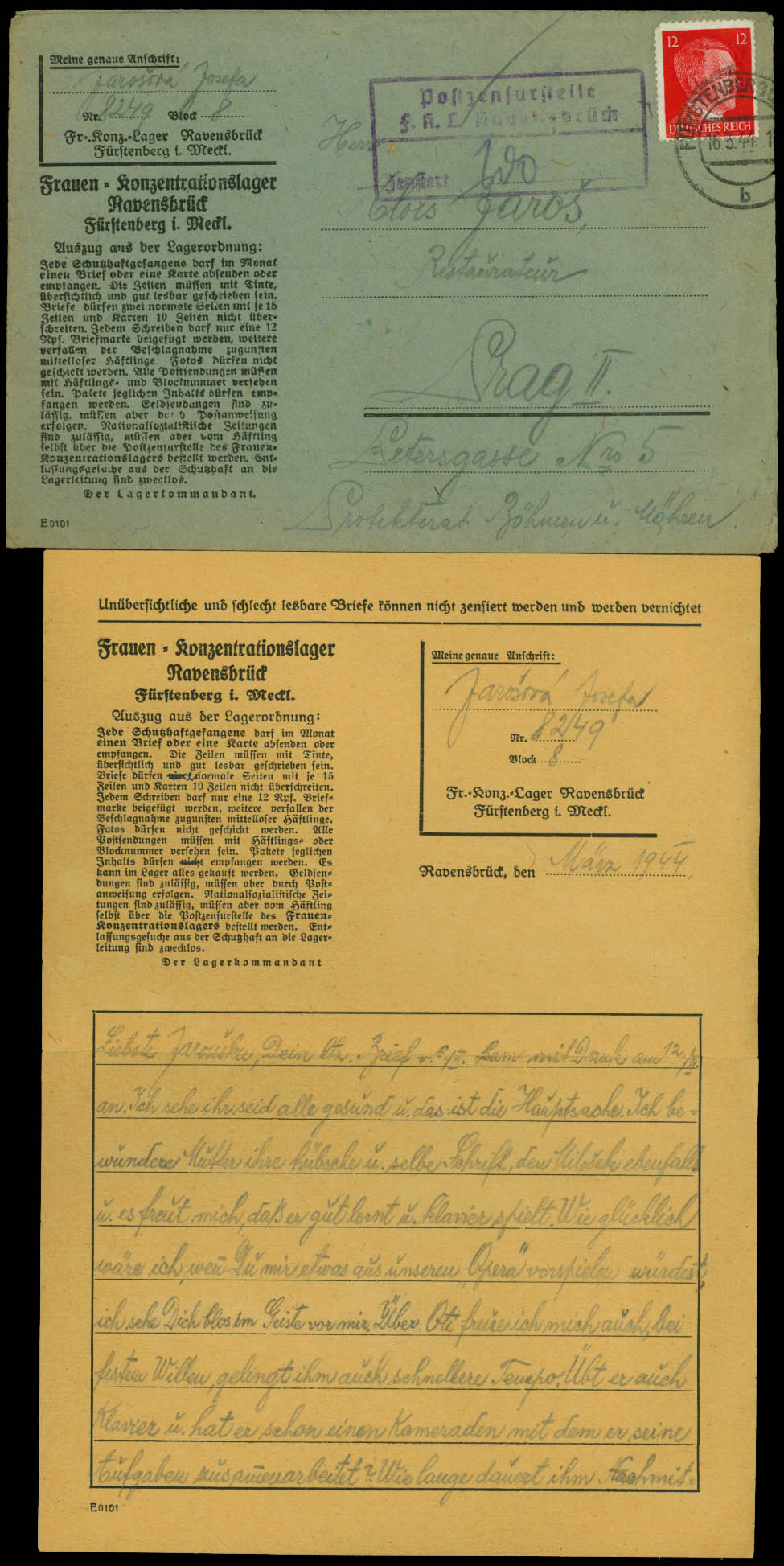
Специальный конверт для заключённых и письмо на специальном бланке, отправленные из концлагеря Равенсбрюк в 1944 году

Прибывающих в лагерь независимо от времени года раздевали догола во дворе, остригали им волосы. У заключённых отбирались все личные вещи и документы. Затем час или более они дожидались пропуска через баню. После бани узникам выдавалась лагерная одежда и они распределялись по блокам, где получали номера и винкели.
Подъём в лагере происходил в четыре часа утра. Заключённые, получив по ½ кружки холодного кофе без хлеба, выстраивались на улице для переклички. Поверка длилась 2—3 часа; в дождливые дни весной и осенью, а также в морозные дни зимой поверки умышленно удлинялись. После этого заключённые отправлялись на работу, которая длилась 12—14 часов.
В дневную смену заключённым предоставлялся 30-минутный перерыв для приёма «пищи». Им выдавали по пол-литра воды с брюквой или картофельными очистками. В ночную смену перерыва не было, пищу выдавали только после возвращения с работы.
После дневной смены узники выстраивались на вечернюю проверку, которая длилась более двух часов, затем получали кофе и 200 грамм хлеба.

## Почта для заключённых
Переписка заключённых лагеря строго регламентировалась. Для концлагеря были изготовлены специальные «почтовые наборы», состоящие из конвертов, бланков для писем и почтовых карточек. На карточки наклеивались специальные наклейки с типографским текстом следующего содержания:
«На всех почтовых отправлениях заключённые должны сообщать следующие данные: имя и фамилию, год рождения, лагерный номер, номер блока.
Если хотя бы одно из этих данных будет отсутствовать, то почтовое отправление возвращается отправителю».
На конвертах и бланках для писем в левом верхнем углу были напечатаны выдержки из лагерного распорядка:
Женский концентрационный лагерь Равенсбрюк. Выписка из лагерного распорядка. Каждый заключённый может отправить или получить одно письмо или одну открытку в месяц. Письма могут быть написаны на четырёх страничках нормального формата и не превышать 15 строк в каждой, на открытке — 10 строк. В письмо можно вкладывать только одну почтовую марку в 12 пфеннигов. Остальное будет конфисковано в пользу неимущих заключённых. Фотографии посылать не разрешается. Во всех почтовых отправлениях необходимо указать номер заключённого и барака.
Посылки любого содержания не принимаются. В лагере можно всё купить. Деньги могут пересылаться только по почте. Национал-социалистические газеты допустимы, но должны быть выписаны самим заключённым через учреждения почтовой цензуры женского концлагеря. Подавать заявления об освобождении на имя управления лагеря не имеет смысла.

Комендант лагеря.
По верхнему краю конверта шёл типографский текст: «Написанные неясно, плохо читаемые письма не подлежат цензуре и будут уничтожаться». На бланке для письма в виде рамки была напечатана ограничительная линия, выход за пределы которой запрещался.

## Способы умерщвления узников лагеря
По различным оценкам, в концентрационном лагере Равенсбрюк скончались от 50 000 до 92 000 человек. Главными причинами смерти являлись недоедание, изнуряющий труд, очень плохие санитарно-гигиенические условия, вызванные размещением узников в количестве, многократно превосходившем допустимое, и систематические грубые издевательства над узниками со стороны штата лагеря.
Два раза в месяц производился отбор заключённых, подлежащих уничтожению. Узников, признанных негодными к работе, ликвидировали выстрелом в затылок. Каждый день в лагере убивали до 50 человек. Заключённых переправляли в Освенцим и другие лагеря смерти. Так, например, с марта по апрель 1942 года около 1600 «отсортированных» женщин-узниц Равенсбрюка были уничтожены в газовых камерах в Бернбурге.
С августа 1942 по начало 1943 года был произведён массовый расстрел польской аристократии, жён старших офицеров и офицеров генерального штаба. Было расстреляно 700 человек.
В рамках так называемой «акции 14f13» в Равенсбрюке имело место массовое уничтожение заключённых. В 1943—1944 годах многие узники погибли от инъекции фенолинина. Осенью 1943 года для концлагеря был построен крематорий. Пепел сбрасывался в озеро Шведтзее.

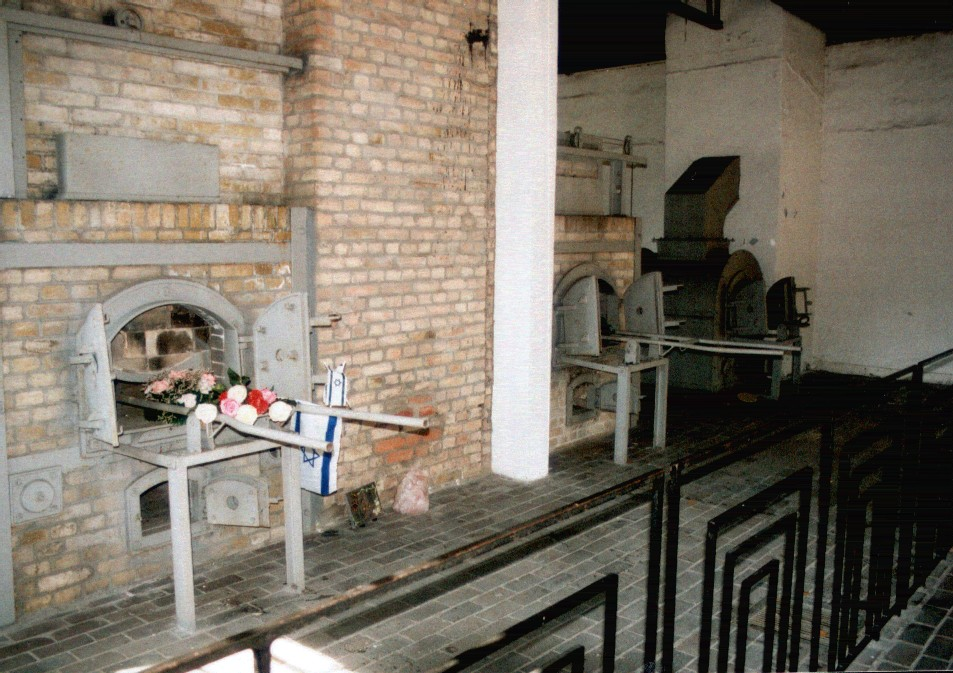
Печи крематория

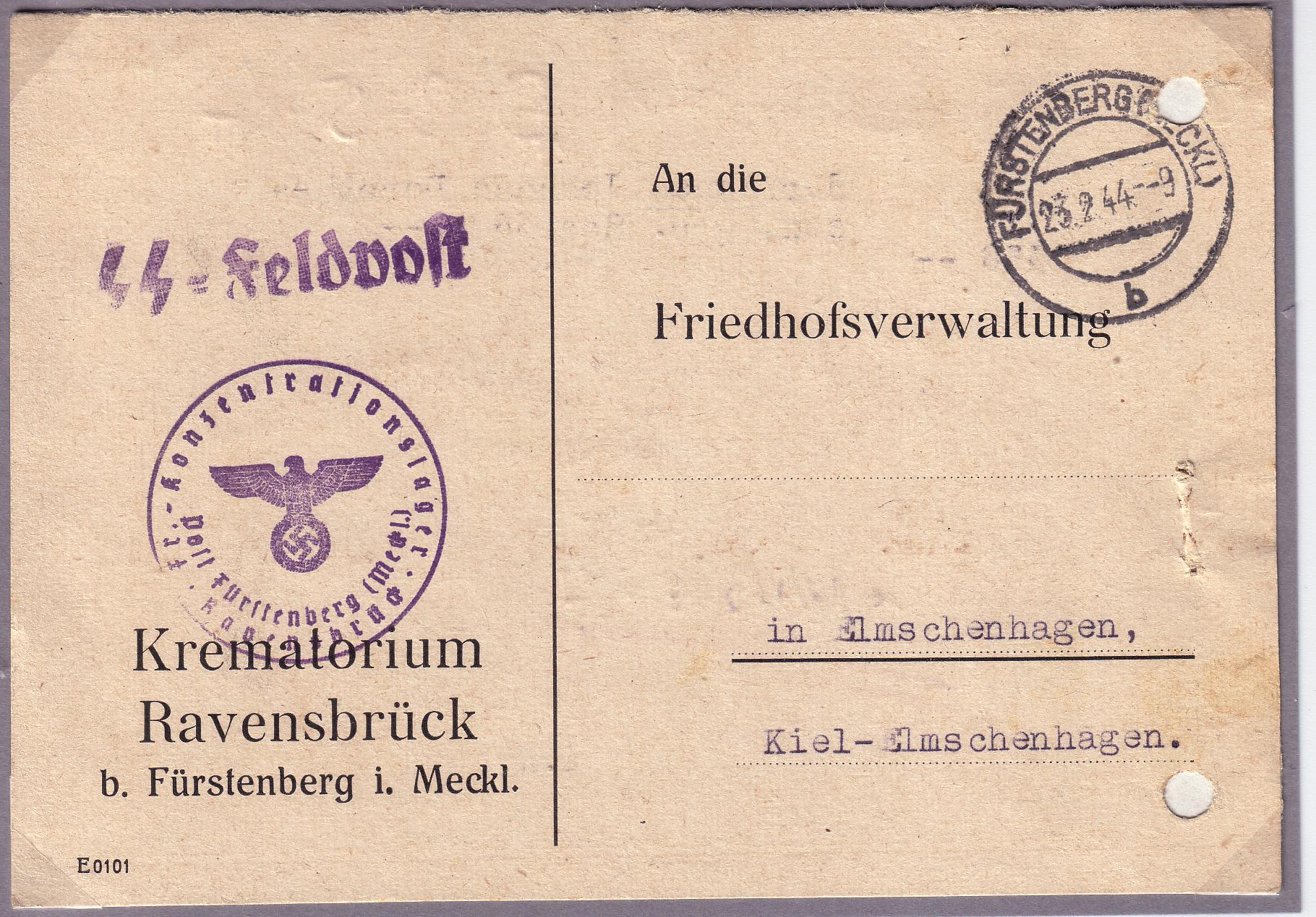
Почтовая карточка полевой почты СС, отправленная из крематория концлагеря Равенсбрюк администрации кладбища Эльмшенхаген (Киль-Эльмшенхаген); февраль 1944

В конце 1944 года, после посещения Гиммлером Равенсбрюка, командование лагеря получило приказ ликвидировать всех старых, больных и неработоспособных заключённых. В Равенсбрюк прибыли «эксперты» по уничтожению, среди которых был унтерштурмфюрер СС Иоганн Шварцхубер — начальник лагеря Освенцим-Биркенау. С их прибытием началась массовая организованная ликвидация всех, кто считался неспособным к эвакуации. Таких женщин выбирали на специальных парадах, им выдавались розовые идентификационные карточки с буквами «V. V.» (нем. Vernichtungslager, Vernichten — лагерь смерти, уничтожить). Раньше карточки этого цвета выдавались освобождённым от тяжёлых работ, со временем они стали настоящими паспортами смерти, получив которые, женщины переводились в так называемый «лагерь охраны прав молодёжи Уккермарк», в котором содержались обречённые на смертную казнь. При этом в реестрах лагеря отмечалось, что заключённых эвакуировали в Миттельверде — оздоровительный центр в Силезии. Таким образом, за несколько месяцев до освобождения, женский концлагерь Равенсбрюк стал лагерем смерти. Сначала женщин казнили выстрелом в затылок. После расстрела нескольких сотен заключённых, комендант решил, что этот способ слишком медленный. В декабре 1944 года на территории молодёжного лагеря Уккермарк были построены газовые камеры.
Помощник коменданта Шварцгубер описывал операцию в газовой камере следующими словами:
… 150 женщин одновременно загоняли в газовую камеру. Гауптсгарфюрер Молл приказал женщинам раздеться, ведь  их нужно было избавить от вшей. Затем женщин увели в газовую камеру и заперли двери. Заключённый-мужчина забирался на крышу и бросал газовый баллончик в камеру через трап, который сразу же закрывал. Я слышал стоны и хныканья внутри. После двух-трёх минут всё замолкало. Я не могу сказать, были женщины мертвы или без сознания, поскольку не присутствовал при уборке камеры.
В конце января — в начале апреля 1945 года в закрываемом лагере Уккермарк были расстреляны или отравлены газом 5000 — 6000 заключённых лагеря Равенсбрюк. Имена тысяч узников, оказавшихся в этих застенках, так и остались неизвестными. Перед самым освобождением эсэсовцы уничтожили почти все документы.
В одном из спасённых от уничтожения списков, составленном администрацией лагеря, перечислены 25 028 имён женщин, отправленных в Равенсбрюк. Из них 24,9 % польки, 19,9 % немки, 15,1 % еврейки, 15 % русские, 7,3 % француженки, 5,4 % цыгане и 12,4 % представительницы других национальностей, распределённые по следующим категориям: 83,54 % политические, 12,35 % антиобщественного поведения, 2,02 % преступники, 1,11 % свидетели Иеговы, 0,78 % «расовое осквернение» и 0,2 % прочие.

### Медицинские эксперименты

Заключённая Богумила Бабинская показывает шрамы от четырёх глубоких порезов на бедре, полученных в результате медицинских экспериментов

С 1 августа 1942 года в лагере начали проводить медицинские эксперименты над заключёнными. Опытам подверглись по крайней мере 86 узниц, 74 из которых были польками.
Первая серия экспериментов была направлена на установление эффективности сульфаниламидных препаратов при обработке огнестрельных ранений. Узницам вводились стафилококки, возбудители газовой гангрены и столбняка, а также одновременно несколько видов бактерий. Почти всегда глубокий, до самой кости, надрез для внесения бактерий узницам делали на верхней части бедра. Часто для большего сходства с реальным огнестрельным ранением в рану вводились деревянные, металлические или стеклянные частицы. При этом скрупулёзно регистрировались появление температуры, болей, раздувание конечностей газом, появление некроза тканей и развитие смертельного исхода. По результатам этих опытов над живыми людьми в мае 1943 года Гебхардтом был сделан доклад «Особые эксперименты касательно действия сульфаниламидов» на «третьей конференции по Востоку для врачей — консультантов» военной академии в Берлине.
Вторая серия экспериментов была направлена на изучение возможностей трансплантации костной ткани, восстановление костей, мышц и нервов. Суть экспериментов заключалась в следующем: калечили здоровых женщин и накладывали гипс. Для наблюдения за ходом эксперимента вырезали куски живого тела и обнажали кость. Иногда у заключённых ампутировали здоровую ногу, руку или лопатку и отвозили в концлагерь Хоенлихен, к профессору Гебхардту, где он вместе с другими хирургами СС Штумпффэггером и Шульцем «приставляли» их к другим подопытным. От этих опытов скончалось пять женщин, шесть были казнены, так как получили неизлечимые увечья. У большей части выживших развились пожизненные осложнения.
Для того, чтобы наблюдать за процессом реанимации, узниц замораживали. Проводилась стерилизация евреек и цыганок, так, например, в январе 1945 стерилизации подверглись 120—140 цыганок.
Проведением медицинских экспериментов над заключёнными концлагеря занимался ряд врачей СС под руководством гауптштурмфюрера СС Вальтера Зоннтага, со 2 мая 1940 по декабрь 1941 года, по другим источникам — в июле 1941 или в феврале 1942) и гауптштурмфюрера СС Герхарда Шидлауски. Непосредственным руководителем экспериментов был профессор Карл Гебхардт. В штат лагеря входили следующие врачи:
- Адольф Винкельманн (Adolf Winkelmann) — в конце февраля 1945 был назначен лагерным врачом, подчинялся Рихарду Троммеру. Известен тем, что 11 марта 1945 года организовал в Равенсбрюке так называемый «Праздник спорта». Эсесовцы вынуждали заключённых к прыжкам через ров, бегу и другим обременительным упражнениям. Многие больные, пожилые или уставшие женщины не выдержали этих пыток и были отправлены в газовые камеры.
- Герта Оберхойзер — с 1940 по 1943 год занималась проведением экспериментов по трансплантации нервных, мышечных и костных тканей. Умерщвляла здоровых детей путём нефтяных и барбитуратных инъекций, затем ампутировала конечности для исследований. Время между инъекцией и смертью составляло от 3 до 5 минут, при этом человек находился в полном сознании.
- Бенно Оренди (Benno Orendi) — с 26 апреля по 21 декабря 1944 проводил эксперименты по регенерации костей, мышц и нервов; изучал действие антибиотиков путём инфицирования заключённых.
- Гельмут Поппендик — участвовал в медицинских экспериментах.
- Рольф Розенталь (Rolf Rosenthal) — с января 1942 по июль 1943 был лагерным врачом. Известен своими садистскими наклонностями. Проводил прерывание беременности на сроках до 8 месяцев. Плод немедленно сжигался в котельной, даже если был ещё жив.
- Персиваль Трейд (Percival Treite) — с сентября 1943 года до освобождения лагеря Советской Армией был младшим лагерным врачом. Несёт ответственность за убийство больных туберкулёзом (умерщвлял их инъекцией в сердце или отправлял в лагерь смерти Майданек).
- Рихард Троммер (Richard Trommer) — с августа 1943 года до эвакуации лагеря был главным лагерным врачом. С февраля 1945 года осуществлял отбор больных и неспособных к работе женщин для уничтожения в газовых камерах. Жертвами его отбора с февраля по март 1945 года стали более 4,5 тысячи человек.
- Мартин Хеллингер (Martin Hellinger) — руководитель зубоврачебной службы с марта 1943 по апрель 1945. Лично выламывал золотые зубы у казнённых арестантов перед кремацией.

## Охрана

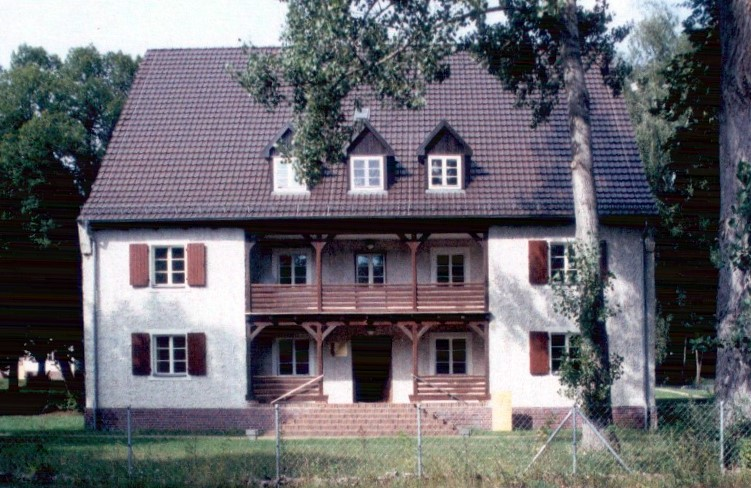
Жилой дом для охранников СС

Комендантами лагеря в разное время были:
- Май — сентябрь 1939: штандартенфюрер СС Гюнтер Тамашке (Günther Tamaschke)
- Январь 1940 — август 1942: гауптштурмфюрер СС Макс Кёгель (Max Koegel)
- 1 сентября 1942 — 27 или 29 апреля 1945: гауптштурмфюрер СС Фриц Зурен (Fritz Suhren)

Мужской лагерь подчинялся гауптштурмфюреру СС Иоганну Шварцхуберу.
Помимо мужчин, в штате лагеря Равенсбрюк числились свыше 150 охранниц СС. Равенсбрюк был тренировочным лагерем для более чем 4 000 надзирательниц (Aufseherin), которые либо оставались здесь, либо служили в других лагерях. Начальницами женского лагеря в разное время были:

Старшая надзирательница лагеря Хильдегард Нойман

- Май 1939—1941: старшая надзирательница Эмма Циммер (Emma Zimmer); помощница Иоганна Лангефельд (Johanna Langefeld)
- 1941 — март 1942: старшая надзирательница Иоганна Лангефельд
- Март — октябрь 1942: старшая надзирательница Мария Мандель (Maria Mandel)
- Октябрь 1942 — август 1943: Иоганна Лангефельд, которая вернулась из Освенцима
- Август 1943 — сентябрь 1944: главная старшая надзирательниц Анна Клайн-Плаубель (Anna Klein-Plaubel); тюремная надзирательница Доротея Бинц (Dorothea Binz)
- Сентябрь 1944 — апрель 1945: главная старшая надзирательниц Луиза Бруннер (Luise Brunner); старшая надзирательница Хильдегард Нойман (октябрь—ноябрь 1944); руководительница лагеря Лотта Тоберенц (Lotte Toberentz) (январь-апрель 1945); тюремная надзирательница Доротея Бинц.

Многие из этих женщин служили главными тюремными надзирательницами в других лагерях. Руководительницы блоков (Blockfuehrerin) в сопровождении мужчин-эсэсовцев с собаками и кнутами наблюдали за заключёнными в жилых помещениях Равенсбрюка, принимали участие в перекличках и распределении пищи. Эти женщины обычно отличались жестокостью и садистскими наклонностями. В число надзирательниц лагеря в том числе входили:
- Иоганна Борманн (Johanna Bormann, 1893—1945) — казнена
- Тереза Брандль (Therese Brandl, 1902—1948) — казнена

Удостоверение личности одной из охранниц лагеря Равенсбрюк

- Гермина Браунштайнер (Hermine Braunsteiner, 1919—1999) — осуждена в 1981 году на пожизненное заключение
- Ирма Грезе (1923—1945) — казнена
- Грета Бэзель (Grete Boesel, 1908—1947) — казнена
- Эрна Воллиш (Erna Wallisch, 1922—2008)
- Рут Нойдек (Ruth Neudeck, 1920—1948) — казнена
- Маргарет Рабе (Margarete Rabe, род. 1923) — была осуждена на пожизненное заключение, в 1954 (по другим источникам в 1959) году освобождена досрочно
- Ида Шрайтер (Ida Schreiter, 1912—1948) — казнена[12].

## «Марш смерти»
27 апреля 1945 года началась эвакуация лагеря. За исключением 3500 оставшихся на месте слабых и детей, «маршем смерти» в западном направлении погнали более 20 000 человек.
28 апреля марш достиг коммуны Ретцов, где находился внешний лагерь концлагеря Равенсбрюк. Это был первый пункт отдыха для колонн. Следующей промежуточной станцией и пунктом продовольственного снабжения на «марше смерти» для заключённых стал внешний лагерь Равенсбрюка Мальхов. Многие заключённые получили здесь горячую пищу впервые с момента выхода из Равенсбрюка. Для преобладающей части пришедших из Равенсбрюка этот лагерь был конечным пунктом «марша смерти». Охранники СС заперли ворота лагеря и бараков и к вечеру полностью бросили лагерь. На следующий день Мальхов был освобождён Красной Армией.
Конечным пунктом «марша смерти» считается Рабен Штейнфельд.

## Освобождение лагеря
30 апреля 1945 года соединениями Красной Армии было освобождены около 3000 больных женщин, а также обслуживающий медицинский персонал из числа заключённых в концлагере Равенсбрюк. До 3 мая 1945 года соединениями 2-го Белорусского фронта были освобождены заключённые внешних лагерей Равенсбрюка.

## Процессы над военными преступниками
В 1946—1948 годах в Гамбурге состоялись первые процессы против служащих персонала СС концлагеря Равенсбрюк. Было вынесено 16 смертных приговоров.
В 1973 году правительство США выдало в Германию для суда за военные преступления бывшую тюремную надзирательницу подлагеря Равенсбрюка Гентин Гермину Браунштайнер (нем. Hermine Braunsteiner). Она была выслежена известным «охотником за нацистами» Симоном Визенталем.
В 2006 году власти США депортировали в Германию бывшую надзирательницу концлагеря Равенсбрюк 84-летнюю Эльфриду Ринкель, проживавшую с 1959 года в Сан-Франциско.

## Использование территории лагеря после освобождения
До 1993 года на части территории бывшего лагеря Равенсбрюк размещались следующие части и соединения 2-й гвардейской танковой Краснознамённой армии:
- 60-й мотострелковый полк 16-й гвардейской Уманьской танковой дивизии
- 1185-й отдельный десантно-штурмовой батальон (до 1990 года)
- 527-я отдельная рота специального назначения (в сентябре 1985 года была передислоцирована в Штендаль)
- 52-й отдельный радиотехнический батальон
- 5-й отдельный гвардейский Демблинско-Померанский полк связи
- 118-я бригада материального обеспечения[14]

## Память

### Мемориал

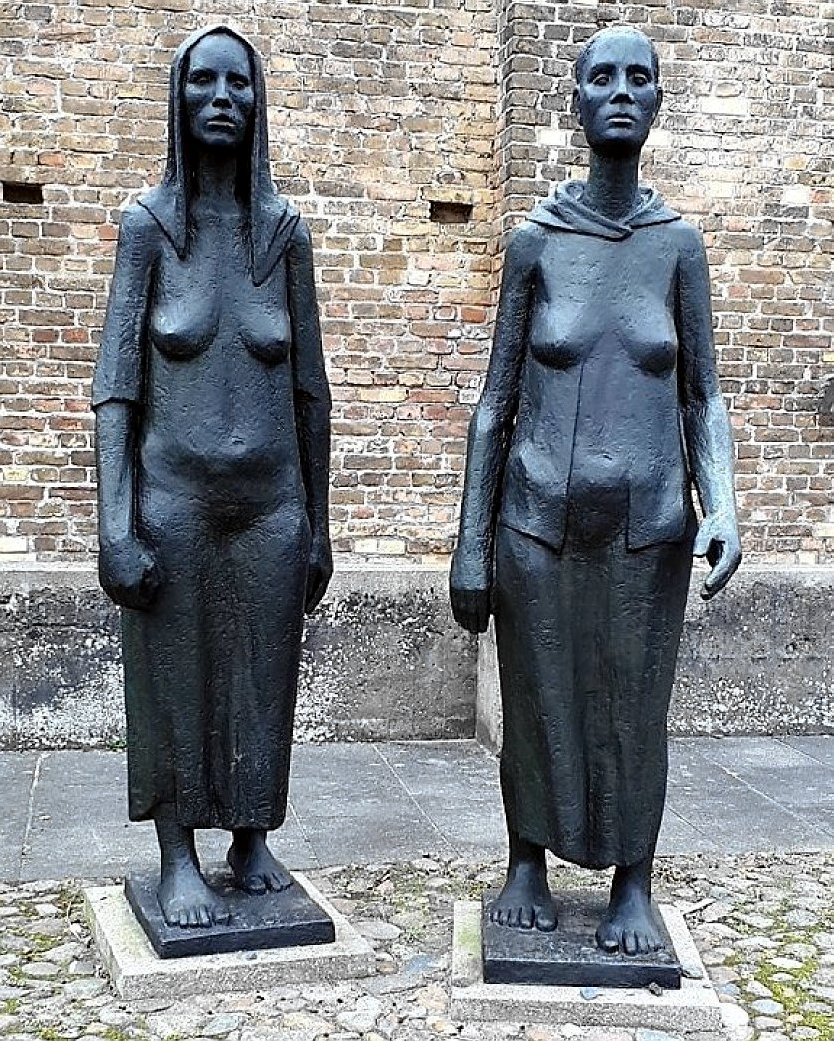
Памятник «Две Женщины» Вилла Ламмерта и Фрица Кремера в крематории перед Стеной Наций

В 1959 году по распоряжению правительства ГДР на небольшой части территории бывшего лагеря был создан «Национальный мемориальный комплекс Равенсбрюк». Комендатура, здание с камерами заключённых, крематорий и подъездная дорога к озеру Шведтзее, а также часть лагерной стены были включены в мемориальный комплекс как подлинные объекты. На берегу озера в качестве центрального элемента оформления была установлена мемориальная стела «Несущая», созданная Виллом Ламмертом. На участках, использовавшихся советскими войсками, сохранились такие здания как патологическое отделение, дезинфекционная установка, пошивочная мастерская, фундаменты бараков, а также лагерные дороги.
В здании бывшей комендатуры расположилась экспозиция, рассказывающая об истории лагеря. Основное внимание экспозиции было сосредоточено прежде всего на движении Сопротивления, которое было организовано немецкими коммунистами в концентрационном лагере. По рекомендации созданной в 1991 году комиссии экспертов, экспозиция в здании комендатуры была закрыта по причине её недостатков с научной точки зрения. Была разработана новая концепция и, в 1993 году экспозиция на тему истории лагеря в здании бывшей комендатуры открылась вновь. Кроме того с 1994 года здесь демонстрируется вторая выставка под названием «Женщины из Равенсбрюка», рассказывающая о биографиях 27-ми женщин, а в 1995 году открылась ещё одна выставка «Я приветствую вас как свободный человек», знакомящая с документами и фотографиями периода освобождения в 1945 году.
В здании, где находились камеры заключённых, с 1982 года демонстрировалась «Выставка наций», подготовленная в сотрудничестве с отдельными организациями и комитетами узников из разных стран. Эта выставка также была актуализирована на основании согласования с соответствующими странами.
В октябре 2004 года открылась новая постоянная выставка «„В свите СС“ — надзирательницы в женском концлагере Равенсбрюк». Она экспонируется в одном из восьми уцелевших бывших общежитий женского персонала охраны СС.
В 2007 году в музее Равенсбрюк была открыта выставка «Принудительный секс в национал-социалистических концентрационных лагерях» (Sex-Zwangsarbeit in NS-Konzentrationslagern), рассказывающая о женщинах-заключённых, занимавшихся проституцией по принуждению. В 1942 году, по идее Генриха Гиммлера, в концлагерях были открыты десять публичных домов. Посещения так называемых особых бараков были призваны содействовать повышению производительности труда заключённых-мужчин, работавших на предприятиях военной промышленности, и являлись частью многоступенчатой системы поощрений. Большинство женщин, оказавшихся проститутками по принуждению, были набраны в концлагере Равенсбрюк.

### Документальные фильмы

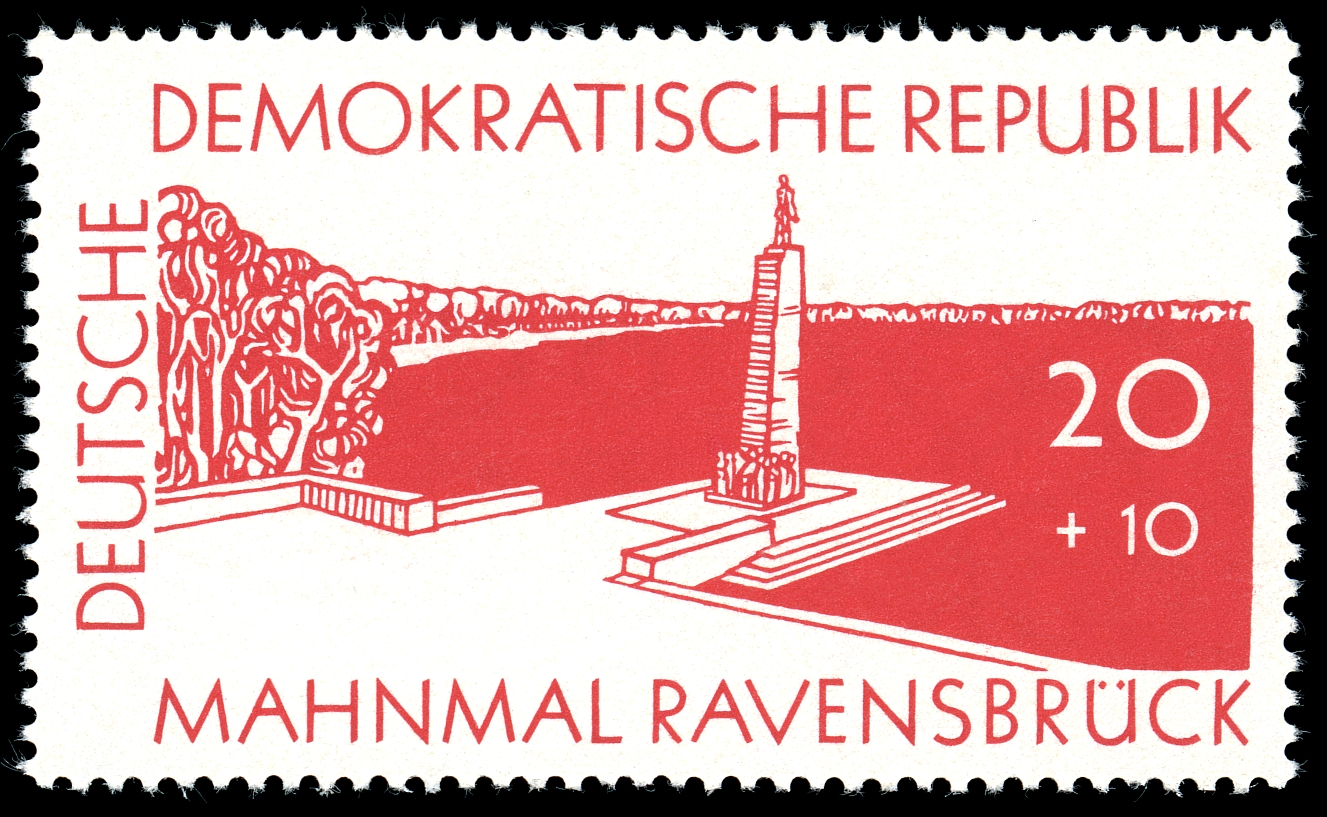
Почтовая марка ГДР. Мемориальная стела «Несущая» на фоне озера Шведтзее, (1957)

В 1996 году голландские режиссёры-сценаристы Анет ван Барневельд (Anet van Barneveld) и Аннемари Стрейбос (Annemarie Strijbosch) сняли короткометражный 50-минутный документальный фильм Прошлое есть (нидерл. Verleden aanwezig), в котором были интервьюированы пять бывших узниц Равенсбрюка из разных европейских стран: Цейя Стойка (Австрия), Лидия Рольфи (Италия), Ат Брёр (Нидерланды), Стелла Кугельман Гриз (Россия) и Антонина Никифорова (Россия).
В 2005 году в ФРГ режиссёром Лореттой Вальц (нем. Loretta Walz) был снят 90 минутный документальный фильм Женщины Равенсбрюка (нем. Die Frauen von Ravensbrück). Сюжет фильма составили более 200 интервью с оставшимися в живых женщинами из Западной и Восточной Европы — бывшими узницами женских концентрационных лагерей Моринген, Лихтенбург и Равенсбрюк, которые Л. Вальц собирала на протяжении 25 лет. Одновременно с фильмом вышла книга Лоретты Вальц «И ты попадаешь туда прекрасным летним днём. Женщины Равенсбрюка».

### Равенсбрюк в филателии
В апреле 1957 года почта ГДР выпустила серию из двух марок «Создание национальных музеев», посвящённую мемориальному комплексу Равенсбрюк. На марках была изображена мемориальная стела «Несущая».

## Список некоторых известных женщин-заключённых
- Шарлотта Айзенблеттер[нем.] (1903—1944) — участница немецкого антифашистского сопротивления
- Мария Анзорге[нем.] (1880—1955) — немецкий политик, член СДПГ
- Луиза Асланян (1906—1945) — французо-армянская писательница и поэтесса, коммунистка, герой французского Сопротивления; погибла в Равенсбрюке
- Элиза Аугустат, (1889—1940) — немецкий политик
- Анжела Ауч[нем.] (1900—1944) — монахиня католического ордена Тринитарии
- Дина Баббитт (Готтлибова)[нем.] (1923—2009) — американско-чешская художница и скульптор
- Мария Карповна Байда (1922—2002) — Герой Советского Союза, санинструктор 514-го стрелкового полка, старший сержант
- Нина Павловна Баранова (1927—2004) — участница подполья лагеря Равенсбрюк, вице-президент бывших узниц лагеря Равенсбрюк, член Комитета Советских женщин
- Генрика Бартницка-Тайхерт (Henryka Bartnicka-Tajchert, 1922—1997) — член польской подпольной организации «Серые шеренги»
- Ольга Бенарио-Престес (1908—1942) — немецко-бразильская коммунистка-революционерка
- Майя Березовская (1898—1978) — польская художница, график, карикатуристка и сценограф
- Поль Бернар, (1920—1974) — медсестра французского Красного Креста
- Эстер Бежарано (1924—2021) — участница девичьего оркестра Освенцима
- Галина Биренбаум[пол.] (род. 1929) — еврейская писательница, переводчик, поэтесса, уроженка Польши
- Дениз Блок (1915—1945) — французский агент британской разведывательно-диверсионной службы УСО
- Корри тен Бом (1892—1983) — основательница подпольной организации в Нидерландах, которая занималась спасением евреев от Холокоста
- Мария Бортновская[пол.] (1894—1972) — член Армии крайовой и руководительница Варшавского информагентства польского Красного Креста
- Ат Брёр-Хибма[фр.] (1913—2002) — голландская художница и чертёжница
- Данута Бжоско-Мендрык[пол.] (1921—2015) — польский врач-стоматолог, писательница
- Мария Брель-Платер-Скасса[нем.] (1913—2005) — фармацевт, член польского движения Сопротивления, жертва медицинских экспериментов (была заражена газовой гангреной)
- Антониа Бруха[нем.] (1915—2006) — участница движения Сопротивления в Австрии, писательница
- Маргарита Бубер-Нойман (1901—1989) — немецкая коммунистка, член КПГ, публицист
- Мари-Клод Вайян-Кутюрье (1912—1996) — член французского движения Сопротивления, политик
- Иза Вермерен[нем.] (1918—2009) — артистка кабаре, актриса, в 1950-е годы приняла монашество
- Уршула Винска (1902—2003) — полонистка, автор мемуаров Zwyciężyły wartości[20]
- Роза Винтер[нем.] (1923—2005)
- Женевьев Де Голль-Антоньоз (1920—2002) — член французского движения Сопротивления, племянница Шарля де Голля
- Вера Васильевна Горбачёва (1912—1944) — участница подпольной антифашистской организации в Бресте; погибла вместе с шестилетним сыном в газовой камере
- Жюльетт Греко (1927—2020) — французская актриса и популярная певица
- Мария Гроллмусс (1896—1944) лужицкий католический публицист, социалистка, участница немецкого антифашистского сопротивления
- Генриха Дембовская (1893—1942) — член СВБ[21]; расстреляна вместе с дочерью Малгожатой Дембовской (1922—1942)[22]
- Ханна Демидецкая-Демидович (1901—1957) — дочь Элигиуша Неведомского — польского критика-модерниста и художника[23]
- Ванда Добачевская[пол.] (1892—1980) — польская писательница, поэтесса, публицист, автор пьес для кукольных театров
- Мария Филомена Доланская[чеш.] (1895—1943) — чешский педагог и монахиня, член Чешской конгрегации доминиканок
- Зентара-Малевская, Мария (1894—1984) — польская писательница и поэтесса, общественный деятель.
- Милена Есенская (1896—1944) — чехословацкая журналистка, писательница и переводчица, адресат писем Кафки.
- Мари-Луиза Зарре[нем.] (1904—1999) — немецкий скульптор, секретарь и участница немецкого движения Сопротивления
- Элизабет (Лизль) Йегер[нем.] (1924—2019) — австрийская журналистка, антифашистка
- Роза Йохманн[нем.] (1901—1994) — австрийская участница движения Сопротивления, политик, социал-демократ
- Ванда Кеджинская (1901—1985) — польская писательница, автор мемуаров и докторской диссертации о концлагере[24]
- Ольга Кёрнер[нем.] (1887—1969) — деятель немецкого рабочего движения
- Еугения Коцва (1907—1963) — член польского движения Сопротивления[25]
- Кете Лайхтер (1895—1942) — австрийский социалистка, член профсоюза, автор многочисленных социально-научных произведений
- Каролина Ланцкоронская[пол.] (1898—2002) — историк и историк искусства, выдающаяся деятельница польской диаспоры в Италии
- Ева Лаубхардт[нем.] (1904—1998) — христианский священник и участница движения Сопротивления
- Эрна Люгебиль[нем.] (1898—1984) — участница немецкого движения Сопротивления
- Гертруд Люкнер[нем.] (1900—1995) — участница немецкого движения Сопротивления
- Аня Люндхольм[нем.] (1918—2007) — немецкая писательница
- Лиана Миллу[итал.] (1914—2005) — итальянская писательница, мемуаристка
- Кармен Мори[нем.] (1906—1947) — капо в концлагере, ответственная за многочисленные преступления
- Ольга Нидер-Дикман (1914—1996) — член СВБ, в лагере находилась с матерью и сестрой[26]
- Кете Нидеркирхнер[нем.] (1909—1944) — коммунистка, участница немецкого движения Сопротивления
- Тереза Ноче[итал.] (1900—1980) — итальянская партизанка и политик
- Дагмар Остерманн[нем.] (1920—2010)
- Ондина Петеани[итал.] (1925—2003) — знаменитая итальянская партизанка
- Зофья Посмыш (1923—2022) — польская писательница, сценарист
- Хелен Потец[нем.] (1902—1987) — австрийский политик, социал-демократ
- Зофья Поциловская-Канн[пол.] (1920—2019) — польская художница, автор скульптур в память жертв нацистских преступлений[27]
- Анна Прёль[нем.] (1916—2006) — участница немецкого движения Сопротивления
- Ванда Пултавская (1890—1945) — член французского движения Сопротивления
- Лилиан Ролф (1914—1945) — член французского движения Сопротивления
- Зофья Романовичова[пол.] (1922—2010) — польская писательница и переводчица
- Филиппина де Ротшильд-Серейс[нем.] (1933—2014) — баронесса, винодел, собственница знаменитого виноградника Шато Мутон-Ротшильд
- Зофья Рысювна[нем.] (1920—2003) — польская актриса театра и кино
- Вера Сальвекварт (1919—1947) — медсестра, капо в концлагере, военная преступница
- Эугения фон Скене[нем.] (1906—?) — капо в концентрационном лагере
- Мария (Скобцова) (Мать Мария, Елизавета Юрьевна Кузьмина-Караваева, 1891—1945) — монахиня Константинопольского Патриархата (канонизирована), поэтесса, мемуаристка, деятель французского Сопротивления
- Цейя Стойка (1933—2013) — австрийская писательница, поэтесса, художница
- Ирена Тарновская[пол.] (1900—1984) — польский педагог, предводитель скаутов
- Иоганна Теш[нем.] (1875—1945) — немецкий политик, член СДПГ
- Жермен Тийон (1907—2008) — французский этнолог, член французского движения Сопротивления
- Эмили Тийон (1876—1945) — французская писательница, член французского движения Сопротивления
- Наталия Тулашевич (1906—1945) — польский католический богослов
- Марта Фукс[нем.] (1892—1966) — немецкий политик, член СДПГ; с 1959 по 1964 год была обер-бургомистром города Брауншвейг
- Мария Хишпанская-Нойман (1917—1980) — польская художница и график[28]
- Алина Центкевич (Alina Centkiewicz, 1907—1993) — польский литератор
- Шарлотта Цинке (1891—1944) — немецкий политик, член СДПГ, позднее КПГ
- Виолетта Шабо (1921—1945) — сотрудница британского разведывательно-диверсионного управления, член движения Сопротивления
- Хильдегард Шедер[нем.] (1902—1984) — немецкий церковный историк
- Катарина Штариц[нем.] (1903—1953) — немецкий евангелический теолог
- Анна Штиглер[нем.] (1881—1963) — немецкий политик, член СДПГ
- Анна Эберт[нем.] (1889—1947) — немецкий политик, член КПГ, член городского собрания депутатов Магдебурга
- Элиза Эверт (1907—1940) — немецкая революционерка-коммунистка
- Йожка Ябуркова[чеш.] (1896—1942) — чехословацкая журналистка и писательница, член Чехословацкой коммунистической партии
- Ванда Якубовская (1907—1998) — польский кинорежиссёр

## Список некоторых известных мужчин-заключённых
- Юрек Беккер (1937—1997) — немецкий писатель, сценарист, диссидент; попал в лагерь пятилетним ребёнком
- Ойген Антон Больц (1881—1945) — немецкий политический деятель, участник заговора против Гитлера
- Фриц Вольффхайм[нем.] (1888—1942) — немецкий политик, коммунист, член профсоюза
- Пётр Михайлович Гаврилов (1900—1979) — советский офицер, герой обороны Брестской крепости, Герой Советского Союза
- Карл Зейц (1869—1950) — австрийский политик, первый федеральный президент Австрии
- Карл Кункель[нем.] (1913—2012) — немецкий католический священник
- Юлиус Лебер (1891—1945) — немецкий политик, участник движения Сопротивления
- Густав Носке (1868—1946) — немецкий социал-демократический политик, министр обороны Веймарской республики
- Рудольф Пехель[нем.] (1882—1961) немецкий журналист, участник движения Сопротивления
- Йозеф Райтер[нем.] (1880—1950) — австрийский политик
- Ялмар Шахт (1877—1970) — германский государственный и финансовый деятель
- Отто Шнивинд[нем.] (1887—1970) — немецкий финансовый деятель

## Галерея
|  |            |  |                                                                                         |  |                                            |  |                                                    |  |
|  | Крематорий |  | Ворота лагеря (вид изнутри) с бывшей телефонной станцией и гидротехническим сооружением |  | Ворота лагеря (вид снаружи) с домом охраны |  | Стена Наций с братской могилой для 300 заключённых |  |

|                                                               |                                                               |                                                               |                                   |  |                                                       |  |                          |  |
| Мемориальная стела «Несущая» Вилла Ламмерта на озере Шведтзее | Мемориальная стела «Несущая» Вилла Ламмерта на озере Шведтзее | Мемориальная стела «Несущая» Вилла Ламмерта на озере Шведтзее | Бывшая комендатура СС. Ныне музей |  | Жилой дом охранников СС и младшего командного состава |  | Жилая зона охранников СС |  |

### Комментарии
1. ↑  В настоящее время — часть города Фюрстенберг

### Сноски
1. ↑  Агеенко Ф. Л., Зарва М. В. Словарь ударений для работников радио и телевидения: Ок. 75 000 словарных единиц / Под редакцией Д. Э. Розенталя. — Издание 6-е, стереотипное. — Москва: Русский язык, 1985. — С. 702. — 808 с.
2. 1 2 3 4 5 6 7 8 9 10 11 12  Концлагерь Равенсбрюк. Вторая мировая война 1939-1945. Дата обращения: 30 января 2012. Архивировано 26 февраля 2009 года.
3. 1 2  Карасева Н. Д. Штурман экипажа Великая Отечественная война. Православие и мир (16 июня 2007). Дата обращения: 23 января 2009. Архивировано из оригинала 2 февраля 2009 года.
4. 1 2 3 4  Антифашистский центр Равенсбрюк. Молодёжная правозащитная группа Республики Карелия (26 мая 2005). Дата обращения: 23 января 2009. Архивировано из оригинала 26 февраля 2008 года.
5. ↑  Леонгард В. Шок от пакта между Гитлером и Сталиным: Воспоминания современников из СССР, Западной Европы и США. — Лондон: Overseas Publications Interchange, 1989. — С. 90.
6. 1 2 3  Аристов С. «Судьбы бывших узниц Равенсбрюка – «белое пятно» исторической памяти России. Опыт участника Воронежского семинара устной истории». Международная программа «Поддержка молодых российских исследователей». — Воронежский государственный педагогический университет. Дата обращения: 23 января 2009. Архивировано 31 января 2011 года.
7. ↑  Личная история. Бланка Ротшильд. Энциклопедия Холокоста. Дата обращения: 30 января 2012. Архивировано 18 июля 2012 года.
8. ↑  Amesbergerová H., Auerová K., Halbmayrová B. Sexualizované násilí. Ženské zkušenosti z nacistických koncentračních táborů. — Praha, 2005. — S. 258. ISBN 80-7341-585-2
9. 1 2 3 4 5 6  Мюллер (1985)
10. 1 2 3  Арзуманов Г. Коллекция обвиняет // Филателия СССР. — 1975. — № 9. — С. 10-11.
11. 1 2 3  Конвейер смерти. глава 5 из книги Д. Мельникова и Л. Чёрной «Империя смерти». Дата обращения: 30 января 2012. Архивировано 15 ноября 2023 года.
12. ↑  Silke Schäfer. Zum Selbstverständnis von Frauen im Konzentrationslager. Das Lager Ravensbrück. (нем.) (pdf). TU Berlin (6 февраля 2002). — Dissertation. Дата обращения: 9 февраля 2009. Архивировано из оригинала 25 июля 2006 года.
13. ↑  США депортировали в Германию бывшую надзирательницу женского концлагеря Равенсбрюк. Newsru.com (20 сентября 2006). Дата обращения: 23 января 2009. Архивировано 18 июля 2014 года.
14. ↑  Состав соединений и частей 2-й танковой Армии. Сайт группы Советских войск в Германии. Дата обращения: 23 января 2009. Архивировано из оригинала 8 февраля 2012 года.
15. ↑  Ausstellungen (Выставки) (нем.). Сайт мемориала Равесбрюк. Дата обращения: 30 января 2012. Архивировано из оригинала 8 декабря 2008 года.
16. ↑  Sex Zwangsarbeit im KZ ist noch ein Tabu Thema (нем.). Die Welt online (14 января 2007). Дата обращения: 30 января 2012. Архивировано 10 апреля 2010 года.
17. ↑  О документальном фильме Verleden Aanwezig (англ.). Moving image. Дата обращения: 30 января 2012. Архивировано 22 июля 2014 года.
18. ↑  О фильме Die Frauen von Ravensbrück (англ.). IMDb. Дата обращения: 23 января 2009. Архивировано 16 июля 2014 года.
19. ↑  По информации из каталога «Михель»
20. ↑  Urszula Wińska
21. ↑  Henryka Dembowska
22. ↑  Małgorzata Dembowska
23. ↑  Hanna Demidecka-Demidowicz
24. ↑  Wanda Kiedrzyńska
25. ↑  Eugenia Kocwa
26. ↑  Olga Nider-Dickman
27. ↑  Zofia Pociłowska-Kann. Дата обращения: 28 августа 2008. Архивировано из оригинала 19 января 2012 года.
28. ↑  Maria Hiszpańska-Neumann